# Batterij van Villerville
De batterij van Villerville was een kustbatterij in Normandië tijdens de Tweede Wereldoorlog. Het complex werd door Organisation Todt, nabij het Franse dorp Villerville, gebouwd. De Duitsers hadden de batterij bewapend met zes 155 mm kanonnen, die de monding van de Seine en dus de weg naar Le Havre bestreek. De vuurgeleidingsbunker bevond zich in een boerderij, die vlak bij de kust lag. De batterij van Villerville was een belangrijke schakel in de verdediging van de monding van de Seine.
In de Tweede Wereldoorlog werd de batterij zeer zwaar gebombardeerd. Tijdens de geallieerde landing op 6 juni 1944 speelde de batterij geen rol; daarvoor was de afstand tot de landingsstranden te groot.